# لغات باقرمي
تتألف لغات باقرمي من نصف دزينة من اللغات المستخدمة في جنوب تشاد. هم أعضاء في عائلة لغات وسط السودان .
الأكثر حضورا في لغات باقرمي من حيث عدد السكان هي نابا ، التي يتحدث بها بيلالا ، كوكا ، و ميدوغو ، الذين يشكلون جنبا إلى جنب   ربع مليون نسمة. اللغات هي:
بارما (باقرمي) ، نابا ، كينغا ، فير ، بيراكي ، ديسا
قوائم لغات العالم أكثر زوجين ( جايا ، موروم ) بين كينغا ونابا، و غولا (سارا غولا) جنوبا، بجانب سار .